# Walter Francis Brown

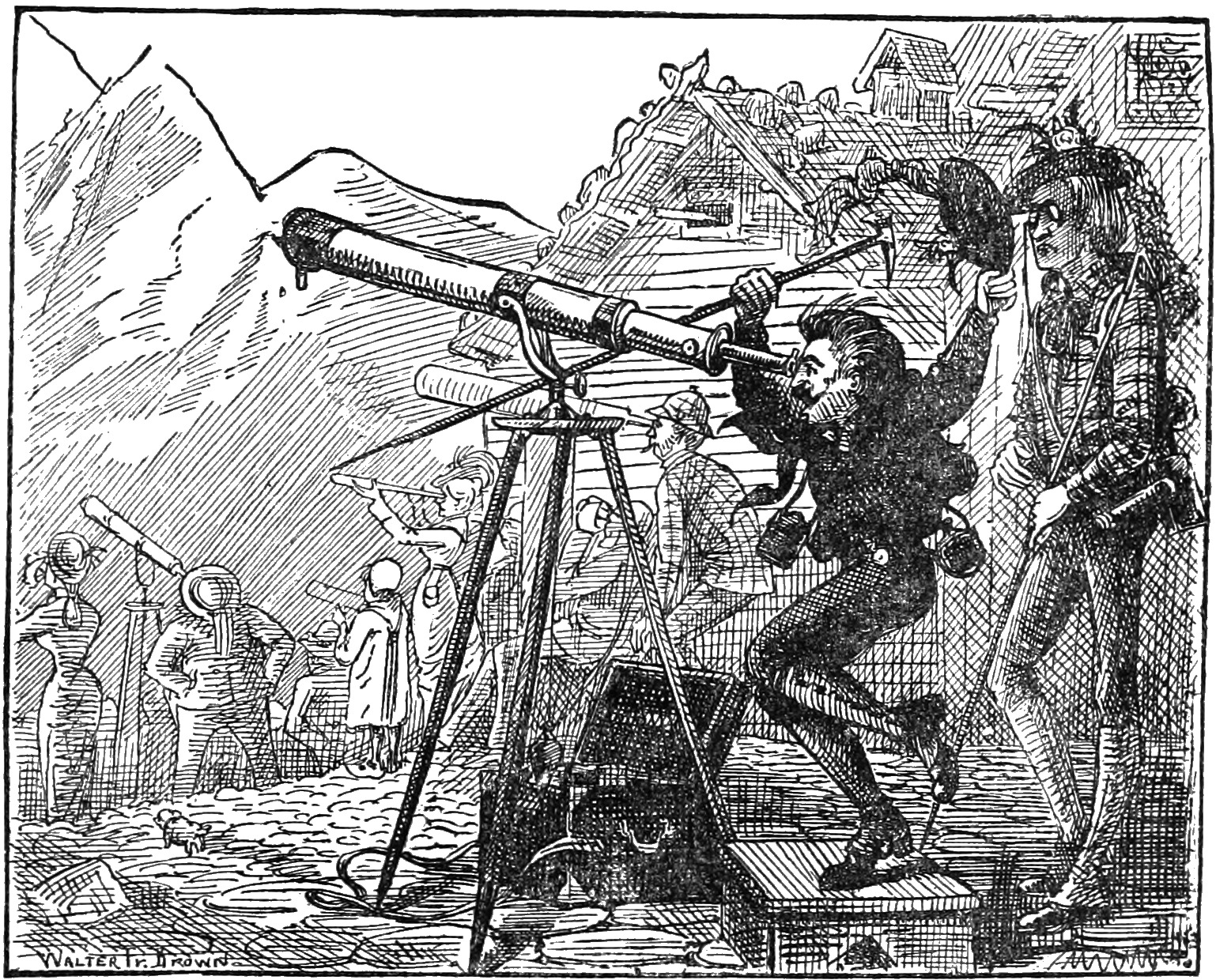
"We All Raised a Tremendous Shout" für Twains Bummel durch Europa, 1880

Walter Francis Brown (* 10. Januar 1853 in Providence, Rhode Island, USA; † 1929 in Venedig, Italien) war ein US-amerikanischer Maler und Illustrator. 
Im Jahre 1873 machte er seinen Abschluss an der Brown University und setzte sein Studium in Paris, Frankreich, fort. 
Seine Wahlheimat wurde Venedig, wo er sich als Maler auf Ansichten dieser Stadt spezialisierte. Er illustrierte zusätzlich die Bücher A Tramp Abroad von Mark Twain und Roger Wiliams von Charles Miller. 
Seine Werke sind heute hauptsächlich in der Hay Library seiner Geburtsstadt Providence zu finden.